# Jahanara Alam
Jahanara Alam (* 1. April 1993 in Khulna, Bangladesch) ist eine bangladeschische Cricketspielerin, die seit 2011 für die bangladeschische Nationalmannschaft spielt.

## Aktive Karriere
Ihr Debüt in der Nationalmannschaft gab sie beim Women’s Cricket World Cup Qualifier 2011 im Spiel um den Fünften Platz gegen Irland. Das Debüt im WTwenty20-Cricket folgte bei einem Drei-Nationen-Turnier in Irland gegen den Gastgeber. Erstes Mal für Aufsehen als Bowlerin konnte sie bei der Tour gegen Südafrika im September 2012 erzielen, als sie in der WODI-Serie (3/35) und WTwenty20-Serie (3/16) jeweils 3 Wickets erzielte. Beim Women’s Twenty20 Asia Cup 2012 konnte sie mit 3 Wickets für 15 Runs gegen Sri Lanka einen wichtigen Beitrag zum Sieg in diesem Spiel und Gruppensieg geleistet. Im März 2014 konnte sie bei der Tour gegen Pakistan im ersten WODI 3 Wickets für 22 Runs erreichen.
Im März 2016 war sie Teil der Mannschaft für den ICC Women’s World Twenty20 2016. Dort konnte sie in der Vorrunde gegen England 3 Wickets für 32 Runs erreichen. Beim Women’s Cricket World Cup Qualifier 2017 gelangen ihr gegen Irland 3 Wickets für 21 Runs, wofür sie als Spielerin des Spiels ausgezeichnet wurde. Im Juni 2018 erzielte sie im ersten WTwenty20 mit 5 Wickets für 28 Runs ihr erstes Five-For, was gleichzeitig das erste Five-for für eine bangladeschische Cricket-Spielerin im internationalen Cricket war. Beim ICC Women’s World Twenty20 2018 erreichte sie gegen die West Indies 3 Wickets für 21 Runs. In Pakistan im Oktober 2019 konnte sie in der WTwenty20-Serie 4 Wickets für 17 Runs im ersten Spiel und 3 Wickets für 12 Runs im dritten spiel erzielen. In der folgenden WODI-Serie erreichte sie im ersten Spiel 3 Wickets für 44 Runs.
Bei der Tour in Simbabwe konnte sie im ersten WODI 3 Wickets für 18 Runs erzielen und wurde dafür als Spielerin des Spiels ausgezeichnet. Beim Women’s Cricket World Cup 2022 war ihre beiste Leistung in den sieben Spielen, die sie dort bestritt, 2 Wickets für 28 Runs gegen Südafrika. Beim Women’s Twenty20 Asia Cup 2022 und ICC Women’s T20 World Cup 2023 konnte sie jeweils nicht herausstechen.